# Групни тест
Групни тест је сваки тест који је конструисан тако да се може истовремено задавати већем броју испитаника. Предност групног теста је што је економичан, јер омогућава за кратко време сакупљање великог броја података и што је једноставан за примену.